# Parc provincial Pigeon River
Le parc provincial Pigeon River (anglais : Pigeon River Provincial Park) est un parc provincial de l'Ontario (Canada) situé dans le district de Thunder Bay. Le parc de 949 ha, qui est situé à la frontière entre le Canada et les États-Unis, protège une portion de la rivière Pigeon comprenant entre autres les chutes High (28 m) et Middle (6 m). Il est administré par Parcs Ontario.
Il partage ses limites avec le parc provincial La Vérendrye en Ontario et le parc d'État de Grand Portage au Minnesota.